# Список аэродромов экспериментальной авиации России
| Наименование аэродрома        | Эксплуатант | Размер ВПП (длина х ширина), м           | Примечание |   |
| Арсеньев                      | Арсеньевская авиационная компания «Прогресс» им. Н. И. Сазыкина | бетон 1300х28                            | - |   |
| Юбилейный (Байконур)          | АО «ЦЭНКИ» | Железобетон 4500х84                      | Аэродром арендован Россией у Казахстана в составе комплекса «Байконур» на период до 2050 года, внесён в Государственный реестр аэродромов экспериментальной авиации РФ |   |
| Придача (Воронеж)             | ОАО «Воронежское акционерное самолетостроительное общество» | Асфальтобетон 2400х50                    | Генеральный директор - Юрасов Сергей Павлович Приемная: Тел.: (473) 244-85-01, 49-91-11;Факс: (473) 249-90-17 Электронная почта: admin@air.vrn.ru Тел.: (473) 244-85-85 Электронная почта: admin@air.vrn.ru Почтовый адрес: 394029, г. Воронеж, ул. Циолковского                                                           |   |
| Раменское (Жуковский)         | АО «Лётно-исследовательский институт имени М. М. Громова» | Цементобетон 5402х120                    | Генеральный директор - Пушкарский, Евгений Юрьевич | - |
| Иркутск-2                     | Филиал ОАО «Корпорация „Иркут“ Иркутский авиационный завод» | Бетон 2500х60                            | Технический директор: Александр Викторович Сергунов Тел. (3952) 322-909 секретарь Факс: (3952) 451-884 Электронная почта: inbox@irkut.com Почтовый адрес: 125315, г. Москва, Ленинградский проспект, д. 68 |   |
| Борисоглебское (Казань)       | ФГУП «Казанское авиационное производственное объединение» | Бетон 3200х100                           | Генеральный директор: Савицких Николай Владимирович Тел. (843) 571-96-34, 571-31-31 Факс (843) 571-99-48, 571-95-98 Почтовый адрес: 420036, г. Казань, ул. Дементьева, 1 А |   |
| Юдино (Казань)                | ОАО «Казанский вертолетный завод» | Асфальтобетон 450х60                     | Генеральный директор: Лигай, Вадим Александрович Тел. (843) 571-81-81, 571-88-78 справочная Технический директор: Калашнин Владимир Алексеевич Тел. (843) 549-67-52 секретарь Электронная почта: kvz@kazanfelikopters.com Почтовый адрес: 420085, республика Татарстан, ул. Тэцевская 14                                   |   |
| Киржач                        | ФГУП «НИИ парашютостроения» | Грунтовая 1800х70                        | Начальник ЛИК: Сивцов Юрий Олегович Тел.(49237) 2-21-63 приемная Факс (49237) 2-12-73 Почтовый адрес: 601010, Владимирская область, г. Киржач, ул. Томаровича, д. 32 Электронная почта: root@let.kzh.elcom.ru |   |
| Дземги (Комсомольск-на-Амуре) | ОАО «Комсомольское-на-Амуре авиационное производственное объединение имени Ю.А. Гагарина» | Бетон 2480х80                            | Генеральный директор: Пекарш, Александр Иванович Тел. (4217) 58-62-00, 22-85-25 справочная Факс (4217) 52-64-51, 22-98-51 Технический директор: Чикизубов Андрей Глебович Тел. (4217) 52-31-05 Электронная почта: info@knaapo.com Почтовый адрес:681018, Россия, Хабаровский край,Комсомольск-на-Амуре, ул. Советская, д.1 |   |
| Воротыновка (Кумертау)        | ФГУП «Кумертауское авиационное производственное предприятие» | Грунтовая 1800х100                       | - |   |
| Третьяково (Луховицы)         | ФГУП "Российская самолетостроительная корпорация «МиГ» | Бетон 3024х84                            | - |   |
| Салка (Нижний Тагил)          | ФКП «Нижнетагильский институт испытания металлов» | Бетон 2500х40                            | Генеральный директор: Руденко Валерий Лукич Тел. (3435) 47-51-10 приемная Факс (3434) 47-53-47 Электронная почта: web@ntiim.ru Почтовый адрес: 622015, г. Нижний Тагил, Свердловская область, ул. гагарина, д. 29 |   |
| Миус (Саров)                  | Всероссийский научно-исследовательский институт экспериментальной физики | Бетон 1920x50                            | - |   |
| Сормово (Нижний Новгород)     | ОАО "Нижегородский авиационный завод «Сокол» | Бетон 2997х68                            | - |   |
| Ельцовка (Новосибирск)        | ФГУП «Сибирский научно-исследовательский институт авиации им. С. А. Чаплыгина», ОАО "Летно-исследовательский центр «Нимбус», ОАО «Новосибирское авиационное производственное объединение имени В.П. Чкалова» | Бетон 3314х78                            | - |   |
| Северный (Омск)               | ФГУП ПО «Полёт» | 3022х81                                  | - |   |
| Северный (Ростов-на-Дону)     | ОАО «Роствертол» | грунтовая 1210х125, искусственная 250х60 | - |   |
| Безымянка (Самара)            | ОАО «Авиакор» | Бетон 3600х90                            | - |   |
| Северный (Смоленск)           | Смоленский авиазавод | Бетон 2500х49                            | - |   |
| Старая Русса                  | ОАО «123 авиаремонтный завод» | 2002х40                                  | - |   |
| Южный (Таганрог)              | Таганрогский авиационный научно-технический комплекс имени Г. М. Бериева | Бетон 2807х56                            | - |   |
| Восточный (Улан-Удэ)          | ОАО «Улан-Удэнский авиационный завод» | Железобетон 3000х70                      | - |   |
| Восточный (Ульяновск)         | ЗАО «Авиастар-СП» | Бетон 5000х105                           | - |   |
| Максимовка (Уфа)              | ОАО «Уфимское моторостроительное производственное объединение» |                                          | - |   |

## Гидроаэродромы экспериментальной авиации
Помимо сухопутных аэродромов, в экспериментальной авиации РФ эксплуатируются три гидроаэродрома (Геленджик, Таганрог, Дубна), статус которых определяется Водным кодексом Российской Федерации.

## Бывшие аэродромы экспериментальной авиации
- Саратов-Южный (закрыт в 2010 году, с 2015 года идёт застройка).
- Солнцево (закрыт в начале 1990-х годов, до начала 2010-х использовался как вертолётная площадка, позже застроен).